# Euklidiskt område
Ett euklidiskt område eller euklidisk ring är inom matematik, specifikt abstrakt algebra och ringteori, en ring med en speciell struktur som möjliggör en variant av Euklides algoritm. Denna algoritm kan sedan användas till samma saker som den används till i ringen av heltal, nämligen beräkning av största gemensamma delare av två element.
Ett ring som är euklidisk har många bra egenskaper, exempelvis är den en principalidealdomän och varje element har en entydig faktorisering.

## Definitioner
En euklidisk värdering på ett integritetsområde R är en funktion 
{\displaystyle f:R\setminus {0_{R}}\to \mathbb {N} }
sådan att:
- (divisionsalgoritmen) för alla a och b i R med b nollskild finns k och r i R så att {\displaystyle a=bk+r} där r antingen är nollan i R eller så är {\displaystyle f(r)<f(b)\,}.
- för alla nollskilda a och b gäller att {\displaystyle f(a)\leq f(ab)}.

En ring är ett euklidiskt område om den är ett integritetsområde som har en euklidisk värdering.

## Exempel
- Ringen av heltal är euklidisk med euklidisk värdering {\displaystyle \phi (n)=|n|}.
- Ringen av gaussiska heltal med värderingen {\displaystyle f(a+bi)=a^{2}+b^{2}}.
- {\displaystyle K[x]}, polynomringen över en kropp, med värderingen {\displaystyle f(p)} definierad som p:s grad.

## Egenskaper
Låt ringen R vara euklidisk med euklidisk värdering f. Då gäller:
- R är en principalidealdomän och en faktoriell ring, men omvändningarna gäller inte.
- Om heltalet m är minimum till f så gäller att {\displaystyle f(x)=m} om och endast om x är en enhet.
- Euklides algoritm kan tillämpas i ringen.